# Мухаммед Алі (султан Брунею)
Мухаммед Алі був тринадцятим султаном Брунею. Він керував державою у 1660 році і був убитий його наступником Абдулом Хаккулом Мубіном, через що розпочалась громадянська війна у країні. Його онук Мухіуддін, який став п'ятнадцятим султаном Брунею, помстився за нього.

## Невизначеності
Найраніші історичні записи султанів Брунею не точні через невелику кільість документів брунейської історії. Окрім цього були спроби змінити історію згідно мусульманства як «офіційну історію», яка не збігалася з джерелами, які можна перевірити. Batu Tarsilah, генеалогічний запис султанів Брунею починається лише після 1807 року. Тому більша частина інтерпретацій історії Брунею має за основу ранні китайські джерела і легенди. Можливо, що ранній султанат Брунею був залежний від китайської підтримки, і, можливо, брунейські султани мали китайське походження. Окрім цього, найраніші султани, можливо, займались індуїстськими або буддистськими релігіями, про це свідчать їх імена.